# Premi Oscar 1992
La 64ª edizione della cerimonia di premiazione dei Premi Oscar si è tenuta il 30 marzo 1992 al Dorothy Chandler Pavilion di Los Angeles. Il conduttore della serata è stato l'attore comico statunitense Billy Crystal.

## Vincitori e candidati
Vengono di seguito indicati in grassetto i vincitori. Dove ricorrente e disponibile, viene indicato il titolo in lingua italiana e quello in lingua originale tra parentesi.

### Miglior film
- Il silenzio degli innocenti (The Silence of the Lambs), regia di Jonathan Demme
- La bella e la bestia (Beauty and the Beast), regia di Gary Trousdale e Kirk Wise
- Bugsy, regia di Barry Levinson
- JFK - Un caso ancora aperto (JFK), regia di Oliver Stone
- Il principe delle maree (The Prince of Tides), regia di Barbra Streisand

### Miglior regia
- Jonathan Demme - Il silenzio degli innocenti (The Silence of the Lambs)
- Barry Levinson - Bugsy
- Ridley Scott - Thelma & Louise
- John Singleton - Boyz n the Hood - Strade violente (Boyz n the Hood)
- Oliver Stone - JFK - Un caso ancora aperto (JFK)

### Miglior attore protagonista
- Anthony Hopkins - Il silenzio degli innocenti (The Silence of the Lambs)
- Warren Beatty - Bugsy
- Robert De Niro - Cape Fear - Il promontorio della paura (Cape Fear)
- Nick Nolte - Il principe delle maree (The Prince of Tides)
- Robin Williams - La leggenda del re pescatore (The Fisher King)

### Migliore attrice protagonista
- Jodie Foster - Il silenzio degli innocenti (The Silence of the Lambs)
- Geena Davis - Thelma & Louise
- Laura Dern - Rosa Scompiglio e i suoi amanti (Rambling Rose)
- Bette Midler - Giorni di gloria... giorni d'amore (For the Boys)
- Susan Sarandon - Thelma & Louise

### Miglior attore non protagonista
- Jack Palance - Scappo dalla città - La vita, l'amore e le vacche (City Slickers)
- Tommy Lee Jones - JFK - Un caso ancora aperto (JFK)
- Harvey Keitel - Bugsy
- Ben Kingsley - Bugsy
- Michael Lerner - Barton Fink - È successo a Hollywood (Barton Fink)

### Migliore attrice non protagonista
- Mercedes Ruehl - La leggenda del re pescatore (The Fisher King)
- Diane Ladd - Rosa Scompiglio e i suoi amanti (Rambling Rose)
- Juliette Lewis - Cape Fear - Il promontorio della paura (Cape Fear)
- Kate Nelligan - Il principe delle maree (The Prince of Tides)
- Jessica Tandy - Pomodori verdi fritti alla fermata del treno (Fried Green Tomatoes)

### Miglior sceneggiatura non originale
- Ted Tally - Il silenzio degli innocenti (The Silence of the Lambs)
- Pat Conroy e Becky Johnston - Il principe delle maree (The Prince of Tides)
- Fannie Flagg e Carol Sobieski - Pomodori verdi fritti alla fermata del treno (Fried Green Tomatoes)
- Agnieszka Holland - Europa Europa
- Oliver Stone e Zachary Sklar - JFK - Un caso ancora aperto (JFK)

### Miglior sceneggiatura originale
- Callie Khouri - Thelma & Louise
- Lawrence Kasdan e Meg Kasdan - Grand Canyon - Il cuore della città (Grand Canyon)
- Richard LaGravenese - La leggenda del re pescatore (The Fisher King)
- John Singleton - Boyz n the Hood - Strade violente (Boyz n the Hood)
- James Toback - Bugsy

### Miglior film straniero
- Mediterraneo, regia di Gabriele Salvatores (Italia)
- Figli della natura (Börn náttúrunnar), regia di Friðrik Þór Friðriksson (Islanda)
- Scuola elementare (Obecná skola), regia di Jan Svěrák (Cecoslovacchia)
- Il bue (Oxen), regia di Sven Nykvist (Svezia)
- Lanterne rosse (Da hong deng long gao gao gua), regia di Zhang Yimou (Hong Kong)

### Miglior fotografia
- Robert Richardson - JFK - Un caso ancora aperto (JFK)
- Adrian Biddle - Thelma & Louise
- Allen Daviau - Bugsy
- Stephen Goldblatt - Il principe delle maree (The Prince of Tides)
- Adam Greenberg - Terminator 2 - Il giorno del giudizio (Terminator 2: Judgment Day)

### Miglior scenografia
- Dennis Gassner e Nancy Haigh - Bugsy
- Dennis Gassner e Nancy Haigh - Barton Fink - È successo a Hollywood (Barton Fink)
- Mel Bourne e Cindy Carr - La leggenda del re pescatore (The Fisher King)
- Norman Garwood e Garrett Lewis - Hook - Capitan Uncino (Hook)
- Paul Sylbert e Caryl Heller - Il principe delle maree (The Prince of Tides)

### Migliori costumi
- Albert Wolsky - Bugsy
- Richard Hornung - Barton Fink - È successo a Hollywood (Barton Fink)
- Corinne Jorry - Madame Bovary
- Ruth Myers - La famiglia Addams (The Addams Family)
- Anthony Powell - Hook - Capitan Uncino (Hook)

### Miglior trucco
- Stan Winston e Jeff Dawn - Terminator 2 - Il giorno del giudizio (Terminator 2: Judgment Day)
- Michael Mills, Edward French e Richard Snell - Rotta verso l'ignoto (Star Trek VI: The Undiscovered Country)
- Christina Smith, Monty Westmore e Greg Cannom - Hook - Capitan Uncino (Hook)

### Migliori effetti speciali
- Dennis Muren, Stan Winston, Gene Warren Jr. e Robert Skotak - Terminator 2 - Il giorno del giudizio (Terminator 2: Judgment Day)
- Eric Brevig, Harley Jessup, Mark Sullivan e Michael Lantieri - Hook - Capitan Uncino (Hook)
- Mikael Salomon, Allen Hall, Clay Pinney e Scott Farrar - Fuoco assassino (Backdraft)

### Miglior montaggio
- Joe Hutshing e Pietro Scalia - JFK - Un caso ancora aperto (JFK)
- Conrad Buff, Mark Goldblatt e Richard A. Harris - Terminator 2 - Il giorno del giudizio (Terminator 2: Judgment Day)
- Gerry Hambling - The Commitments
- Craig McKay - Il silenzio degli innocenti (The Silence of the Lambs)
- Thom Noble - Thelma & Louise

### Miglior sonoro
- Tom Johnson, Gary Rydstrom, Gary Summers e Lee Orloff - Terminator 2 - Il giorno del giudizio (Terminator 2: Judgment Day)
- Tom Fleischman e Christopher Newman - Il silenzio degli innocenti (The Silence of the Lambs)
- Michael Minkler, Gregg Landaker e Tod A. Maitland - JFK - Un caso ancora aperto (JFK)
- Terry Porter, Mel Metcalfe, David J. Hudson e Doc Kane - La bella e la bestia (Beauty and the Beast)
- Gary Summers, Randy Thom, Gary Rydstrom e Glenn Williams - Fuoco assassino (Backdraft)

### Miglior montaggio sonoro
- Gary Rydstrom e Gloria S. Borders - Terminator 2 - Il giorno del giudizio (Terminator 2: Judgment Day)
- Gary Rydstrom e Richard Hymns - Fuoco assassino (Backdraft)
- George Watters e F. Hudson Miller - Rotta verso l'ignoto (Star Trek VI: The Undiscovered Country)

### Migliore colonna sonora
- Alan Menken - La bella e la bestia (Beauty and the Beast)
- George Fenton - La leggenda del re pescatore (The Fisher King)
- James Newton Howard - Il principe delle maree (The Prince of Tides)
- Ennio Morricone - Bugsy
- John Williams - JFK - Un caso ancora aperto (JFK)

### Miglior canzone
- Beauty and the Beast, musica di Alan Menken e testo di Howard Ashman - La bella e la bestia (Beauty and the Beast)
- Belle, musica di Alan Menken e testo di Howard Ashman - La bella e la bestia (Beauty and the Beast)
- Be Our Guest, musica di Alan Menken e testo di Howard Ashman - La bella e la bestia (Beauty and the Beast)
- (Everything I Do) I Do It for You, musica di Michael Kamen e testo di Bryan Adams e Robert John Lange - Robin Hood - Principe dei ladri (Robin Hood: Prince of Thieves)
- When You're Alone, musica di John Williams e testo di Leslie Bricusse - Hook - Capitan Uncino (Hook)

### Miglior documentario
- In the Shadow of the Stars, regia di Allie Light e Irving Saraf
- Death on the Job, regia di Vince DiPersio e Bill Guttentag
- Doing Time: Life Inside the Big House, regia di Alan Raymond
- The Restless Conscience, regia di Hava Kohav Beller
- Wild by Law, regia di Lawrence Hott

### Miglior cortometraggio
- Session Man, regia di Seth Winston
- Birch Street Gym, regia di Stephen Kessler
- Last Breeze of Summer, regia di Arik Caspi

### Miglior cortometraggio documentario
- Deadly Deception: General Electric, Nuclear Weapons and Our Environment, regia di Debra Chasnoff
- Birdnesters of Thailand (Chasseurs des ténèbres), regia di Éric Valli
- A Little Vicious, regia di Immy Humes
- The Mark of the Maker, regia di David McGowan
- Memorial: Letters From American Soldiers, regia di Bill Couturié

### Miglior cortometraggio d'animazione
- Manipulation, regia di Daniel Greaves
- Blackfly, regia di Christopher Hinton
- Strings, regia di Wendy Tilby

## Premi speciali

### Oscar onorario
- Satyajit Ray in riconoscimento della sua rara maestria nell'arte della cinematografia e per il suo profondo atteggiamento umanitario, con il quale ha indelebilmente influenzato i registi ed il pubblico di tutto il mondo.

### Premio alla memoria Irving G. Thalberg
- George Lucas